# ألينا ماكارينكو
ألينا أندريفنا ماكارينكو (الروسية:Алина Андреевна Макаренко ؛ مواليد 14 يناير 1995) هي لاعبة جمباز إيقاعية روسية وهي بطلة الميدالية ذهبية دورة الألعاب الأولمبية الصيفية 2012 في حدث مجموعة شاملة مع أعضاء المجموعة الآخريات (أناستاسيا بليزنيوك، أوليانا دونسكوفا، كسينيا دودكينا، أناستاسيا نازارينكو، كارولينا سيفاستيانوفا) في لندن عام 2012،، والميدالية الفضية الشاملة للمجموعة العالمية لعام 2011 ، والميدالية الذهبية الشاملة للمجموعة الأوروبية لعام 2012 وبطلة المجموعة الشاملة للألعاب الأولمبية للشباب لعام 2010.

## روابط خارجية
- ألينا ماكارينكو في الاتحاد الدولي للجمباز

- ألينا ماكارينكو في اللجنة الأولمبية الدولية